# Великое сокрытие
Великое сокрытие — основополагающий термин шиитского направления ислама. Означает период жизни последнего, двенадцатого имама Махди, в наличие которого в мире верят шииты-двунадесятники, с 941 года н. э. по настоящее время. Великому сокрытию предшествовало малое, продолжавшееся с 874 по 941 год.

## Концепция
Мухаммад ибн аль-Хасан аль-Махди признаётся шиитами последним из двенадцати имамов, который, в отличие от первых одиннадцати, не умер, но скрывается и явится в конце времён.

## Предыстория
Кайсаниты впервые в истории ислама ввели понятие сокрытия в религиозный обиход.

## Причины сокрытия
Шариф аль-Муртаза утверждал, что двенадцатый имам в начале сокрытия скрывался только от врагов и лишь с увеличением опасности для своей жизни стал также избегать сторонников. При этом существует множество историй о том, что он «проявлял себя» перед теми или иными лицами, «открываясь» им.
Когда Джабир ибн Абдалла спросил Мухаммада о пользе от сокрытого имама, пророк ответил, что люди получают от него такую же пользу, как от солнца, когда оно скрыто за тучами.
Высказывается мнение о сокрытии по приказу Бога в целях сохранения жизни в условиях опасности. Также упоминают следующие причины: в условиях сокрытия верующие получают награду за приверженность имаму, который сокрыт от них, а сам он получает возможность не приносить присягу жестоким правителям.
В шиитской традиции упоминаются следующие причины: безопасность имама, независимость от текущих властей, испытание верующих и тайная причина, которая останется таковой до конца времён. Согласно хадису, настоящая причина выяснится, когда имам вернётся.

## Критика
С началом Сокрытия роль имама как главы общины осталась вакантной. Вначале это не имело большого значения, так как шииты в то время не имели политической власти. Однако с появлением шиитских государств данное обстоятельство начало играть роль, так как, если имам существует, управлять шиитами должен он. Такая ситуация вызывала и вызывает трения между властями и верующими.

## Доктрина сокрытия до начала сокрытия
Исследователи ислама считают, что представления о сокрытом имаме были уже хорошо известны к X веку и не представляли собой что-то новое или невиданное ранее. Ранее они применялись к другим исламским религиозным деятелям. Во время кризиса наследования, связанного с обстоятельствами жизни бездетного (как минимум, по мнению его противников) одиннадцатого имама, эти идеи вызрели и была сформирована концепция великого сокрытия. Она могла быть дополнена и представлениями ранних шиитов о том, что Махди придёт как реформатор и исправитель дома (семейства) Мухаммада.

## Физическое существование
Шииты верят, что двенадцатый имам живёт именно в физическом теле. В качестве одного из аргументов в пользу возможности подобного они используют отсылки к необыкновенно (по человеческим меркам) долгой жизни некоторых библейских пророков.

## Знаки явления
Существуют как принятые в шиитской традиции, так и общие для суннитов и шиитов знаки (признаки, знамения), которые будут, по мнению верующих, предшествовать явлению Махди или сопровождать его.

### Шиитские признаки
- Появление Суфьяни, тирана и противника Махди.
- Возвышение Ямани.
- Голос с неба.
- «Проглатывание» землёй армии Суфьяни в месте между городами Мекка и Медина[6][10].

## Суннитский взгляд
У шиитов и суннитов разные взгляды в отношении личности Махди. Сунниты не признают таковым сына Хасана аль-Аскари, а значит, не верят и в его сокрытие. Однако они верят, что Махди будет происходить из семейства Мухаммада. Сунниты считают, что Махди ещё не родился, а его личность доподлинно известна одному Аллаху.

## Пояснения
1. ↑   см. Majlesi, LI, pp. 49-54, and Arjomand 1998, p. 252, for further references.[9]